# Amenemnesu
Amenemnesu foi o segundo faraó da XXI dinastia egípcia tendo governado entre aproximadamente 1043 e 1039 a.C., no Terceiro Período Intermediário. O seu nome significa "Amon é o rei". Teve como nome de coroação Neferkaré ("Belo é o ka de Ré"), nome que foi comum a alguns faraós do Império Antigo, o que pode sugerir uma tentativa de regressar à glória do passado.
Pouco se sabe do seu curto reinado. Amenemnesu foi contemporâneo do poderoso sumo sacerdote de Amon Menqueperré. 
Teria mais de sessenta anos quando morreu, tendo sido sucedido por Psusenés I, que se julga ser o seu irmão mais novo.